# 조선민주주의인민공화국의 병역 제도

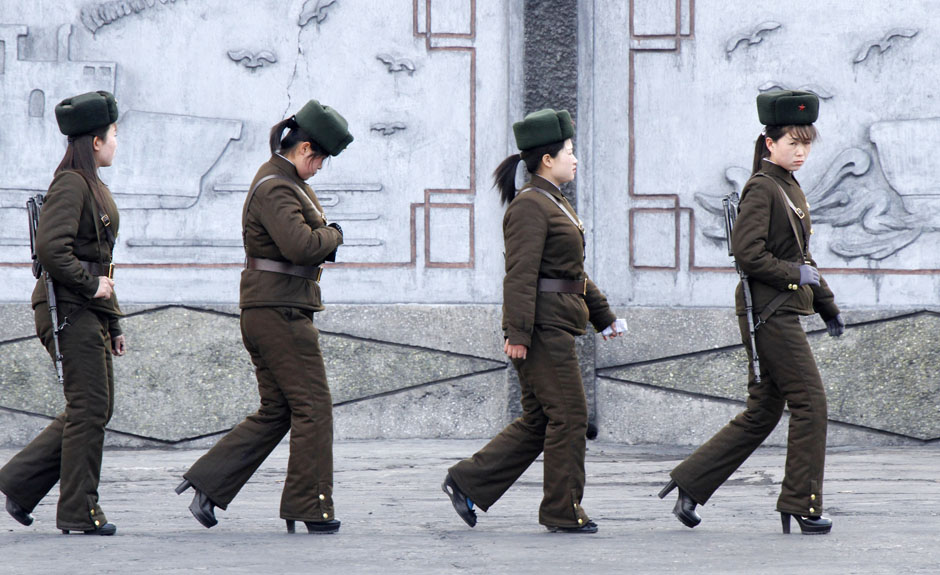

조선민주주의인민공화국의 병역 제도는 징병제로, 1948년 조선인민군 창설 후 징병제가 실시되었다. 조선민주주의인민공화국 사회주의헌법 제86조와 이에 근거한 군사복무법에 의해 실시된다. 병역 제도는 2003년까지 초모제라는 명칭의 명목상 모병제, 실질적인 징병제를 실시하였으며, 2003년부터 전민군사복무제라는 명칭의 징병제를 실시하기 시작했다.

## 징병
만 14세가 되면 초모대상자로 의무적으로 등록해야 하며, 만 15세에 두 차례의 신체검사를 받는다. 17세를 전후해 군사동원부의 초모 통지를 통해 조선인민군에 징병이 된다.

## 복무 기간
1958년 내각 결정 제148호에 의해 지상군(육군)은 3년 6개월, 해군 및 공군은 4년으로 규정되어 있었다. 내각 결정의 의무복무기간과 달리 실제 복무기간은 5∼8년이었으며, 1993년 4월부터 김정일의 지시에 의해 입대 후 만 10년을 복무해야 제대할 수 있는 '10년 복무연한제' 실시하였다. 그러다 1996년 10월, 군복무 조례를 변경해 사병들의 복무연령을 남성은 30세, 여성은 26세로 연장했으며, 2003년 3월 제10기 6차 최고인민회의에서 남자는 10년, 여자는 7년으로 복무기간을 단축했다.
2016년 12월 24일, 여성의 의무복무기간이 5년으로 단축되었으며, 2021년 남성의 의무복무기간은 8년으로 단축되었다.

## 같이 보기
- 조선인민군